# 辛塞
辛塞是哥倫比亞的城鎮，位於該國北部，由蘇克雷省負責管轄，距離首府辛塞萊霍30公里，始建於1775年，面積411平方公里，海拔高度137米，2005年人口30,406。
9°15′N 75°09′W / 9.250°N 75.150°W